# 145e méridien ouest
En géographie, le 145e méridien ouest est le méridien joignant les points de la surface de la Terre dont la longitude est égale à 145° ouest.

## Géographie

### Dimensions
Comme tous les autres méridiens, la longueur du 145e méridien correspond à une demi-circonférence terrestre, soit 20 003,932 km. Au niveau de l'équateur, il est distant du méridien de Greenwich de 16 141 km,.
Avec le 35e méridien est, il forme un grand cercle passant par les pôles géographiques terrestres.

### Régions traversées
En commençant par le pôle Nord et descendant vers le sud au pôle Sud, le 145e méridien ouest passe par :
| Coordonnées           | Pays, territoire ou mer | Notes |
| --------------------- | ----------------------- | --- |
| 90° 00′ N, 145° 00′ O | Océan Arctique          | |
| 73° 04′ N, 145° 00′ O | Mer de Beaufort         | |
| 69° 59′ N, 145° 00′ O | États-Unis              | Alaska |
| 60° 25′ N, 145° 00′ O | Océan Pacifique         | |
| 14° 25′ S, 145° 00′ O | Polynésie française     | Atoll Takaroa |
| 14° 30′ S, 145° 00′ O | Océan Pacifique         | Passe juste à l'est de l'atoll Takapoto, Polynésie française (à 14° 36′ S, 145° 08′ O) Passe juste à l'est de l'atoll Kauehi, Polynésie française (à 15° 55′ S, 145° 03′ O)                                                                                              |
| 16° 06′ S, 145° 00′ O | Polynésie française     | Raraka atoll |
| 16° 09′ S, 145° 00′ O | Océan Pacifique         | Passe juste à l'est de l'atoll Faaite, Polynésie française (à 16° 44′ S, 145° 04′ O) Passe juste à l'ouest de l'atoll Tahanea, Polynésie française (à 16° 49′ S, 144° 58′ O) Passe juste à l'ouest de l'atoll Hereheretue, Polynésie française (à 19° 53′ S, 144° 59′ O) |
| 60° 00′ S, 145° 00′ O | Océan Austral           | |
| 75° 27′ S, 145° 00′ O | Antarctique             | Liste des territoires non revendiqués |